# Neanotis carnosa
Neanotis carnosa är en måreväxtart som först beskrevs av Nicol Alexander Dalzell, och fick sitt nu gällande namn av Walter Hepworth Lewis. Neanotis carnosa ingår i släktet Neanotis och familjen måreväxter. Inga underarter finns listade i Catalogue of Life.